# Niederländische Badmintonmeisterschaft 1932
Die Niederländische Badmintonmeisterschaft 1932 war die zweite Auflage der Titelkämpfe insgesamt und die erste Auflage der nationalen Titelkämpfe im Badminton in den Niederlanden nach Gründung des niederländischen Badmintonverbandes. Die Meisterschaft wurde vom 26. bis zum 28. März 1932 in Noordwijk ausgetragen.

## Sieger und Platzierte
| Disziplin    | Gold                                | Silber                    | Bronze                       |
| ------------ | ----------------------------------- | ------------------------- | ---------------------------- |
| Herreneinzel | J. P. H. Woltman                    | J. de Haas                | G. W. van Houten             |
| Herreneinzel | J. P. H. Woltman                    | J. de Haas                | W. Newenham                  |
| Dameneinzel  | Mence Dros-Canters                  | K. Pabst                  | Co Jansen                    |
| Dameneinzel  | Mence Dros-Canters                  | K. Pabst                  | Annie W. Ernst               |
| Herrendoppel | J. P. H. Woltman Dirk Stikker       | Fr. Ernst C. van Ameron   | A. Vos J. de Haas            |
| Herrendoppel | J. P. H. Woltman Dirk Stikker       | Fr. Ernst C. van Ameron   | Fr. Rijsdik G. W. van Houten |
| Damendoppel  | Mence Dros-Canters K. Pabst         | Co Jansen L. van der Laan | J. Withaar Annie W. Ernst    |
| Damendoppel  | Mence Dros-Canters K. Pabst         | Co Jansen L. van der Laan | Stikker Petter               |
| Mixed        | J. P. H. Woltman Mence Dros-Canters | J. de Haas Co Jansen      | A. Vos L. van der Laan       |
| Mixed        | J. P. H. Woltman Mence Dros-Canters | J. de Haas Co Jansen      | Fr. Rijsdik J. Withaar       |